# Arena de Tiro de Pequim

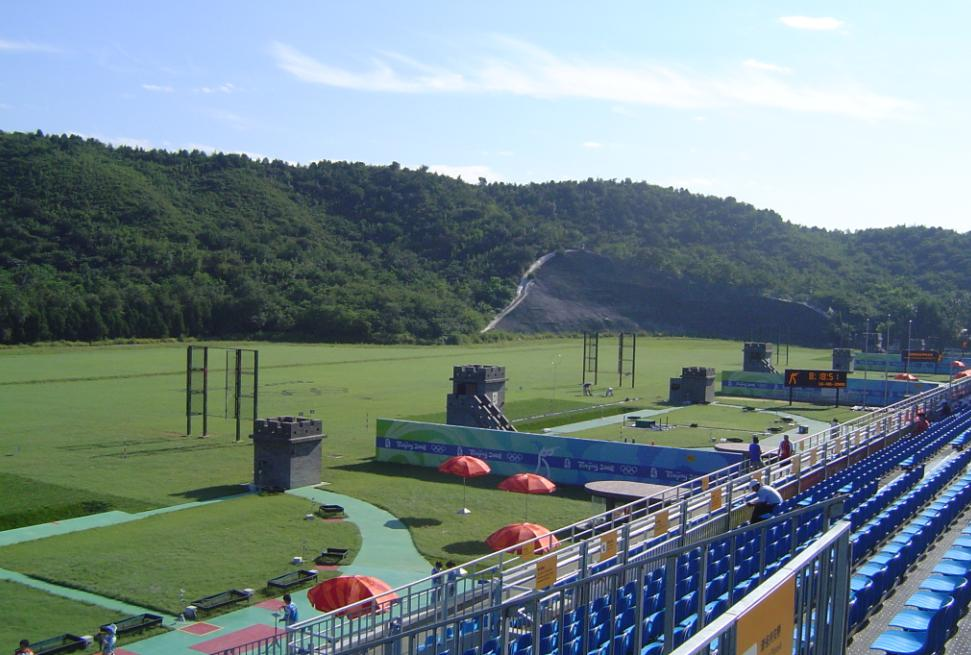
Arena de Tiro de Pequim

A Arena de Tiro de Pequim (nome oficial em inglês: Beijing Shooting Range Clay Target Field) é um local para disputas de tiro esportivo localizado no distrito de Shijingshan, em Pequim. Foi sede da fossa olímpica (modalidade do tiro) nos Jogos Olímpicos de Verão de 2008. Sofreu uma reforma, concluída em agosto de 2007.
A Arena ocupa uma área de 6.170 m² e tem capacidade para 5.000 pessoas (essa capacidade será reduzida para 1.047 lugares após os Jogos).